# Royal Highland Centre
Das Royal Highland Centre ist ein Veranstaltungs-Komplex in Edinburgh, Schottland, Vereinigtes Königreich. Es umfasst drei Hallen und ein großes Außengelände. Es liegt im Vorort Ingliston direkt beim Flughafen Edinburgh.

## Areale
- Highland Hall, Halle für 12.000 Personen
- Lowland Hall, Halle für 6.000 Personen
- Central Hall, Ausstellungshalle
- South Arena, Open-Air-Gelände für 35.000 Personen
- Track, Motorsport-Areal

## Geschichte
Das Gelände wurde 1958 von der Royal Highland and Agricultural Society of Scotland (RHASS) gekauft und nach zwei Jahren Bauzeit 1960 mit dem neuen Royal Highland Centre eröffnet.
Es folgten die Durchführungen zahlreicher Konzerte, Shows und Sportevents. Seit Beginn findet hier die größte schottische Landwirtschaftsmesse, die Royal Highland Show statt. 2017 wurde die South Arena als Open-Air-Gelände eröffnet.
Seit 2019 findet die Comicmesse Comic Con Scotland hier statt.
Während der COVID-19-Pandemie war im Centre ein Impfzentrum eingerichtet.